# Linda Stewart

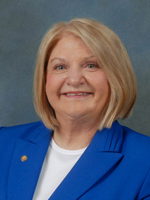
Linda Stewart

Linda Stewart (nacida el 23 de noviembre de 1948) es una política estadounidense perteneciente al Senado de Florida como legisladora del 13° Distrito desde el 2012, que incluye la parte norte y centro del condado de Orange. Linda es miembro del partido demócrata.

## Primeros años, educación y carrera profesional
Linda Stewart nació el 23 de noviembre en Jonestown, Pensilvania, y se mudó a Florida en 1949. Stewart se educó en Valencia Community College y su experiencia laboral incluye ser exagente de seguros.

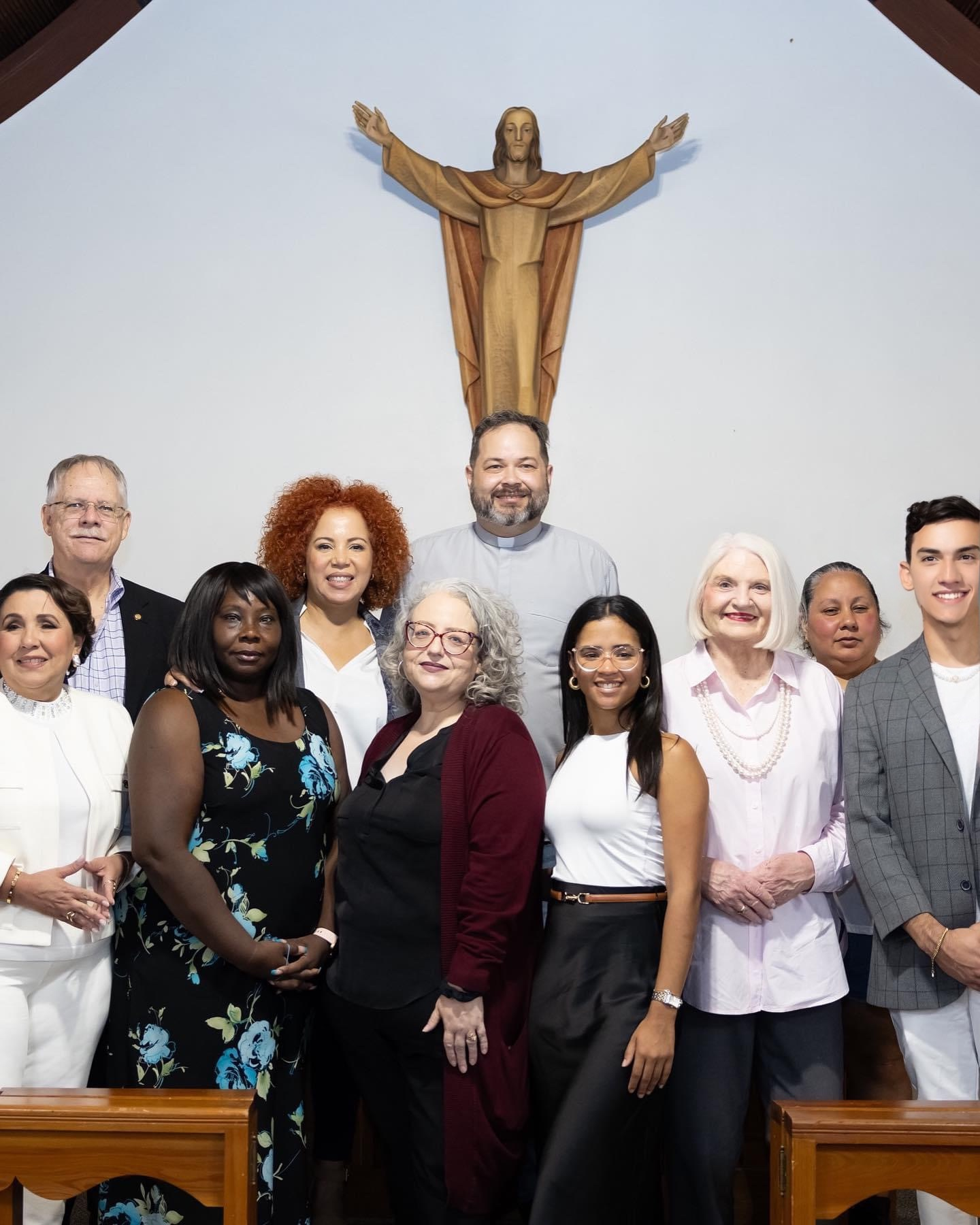
La Senadora Linda Stewart con los representantes Johanna López, Raisel Bustamante, Rita Harris, Tom Keen y Maria Revelles en la Iglesia Episcopal Jesús de Nazaret, discutiendo la HB1365 y su impacto en nuestro Estado de la Florida.

## Carrera política
Linda fue vicealcalde del condado de Orange en 2004 y comisionada para el Distrito 4 del mismo condado desde 2002 hasta 2010.

### Cámara de representantes de Florida
Cuando los distritos de la Cámara de Representantes de Florida se reconfiguraron en 2012 y el representante estatal titular Scott Randolph decidió buscar la presidencia del Partido Demócrata de Florida en lugar de buscar la reelección, Stewart se postuló para sucederlo. No tuvo oposición en las primarias demócratas y se enfrentó al exrepresentante estatal Bob Brooks, el candidato republicano, en las elecciones generales. El Orlando Sentinel respaldó a Stewart sobre Brooks, elogiándola por el hecho que ella "se distinguió por su liderazgo en dos temas críticos para la Florida Central, la gestión del crecimiento y la diversificación de la economía de la región". Al final, Stewart derrotó por estrecho margen a Brooks, ganando con el 52.4% de los votos, y prestó juramento ese mismo año a su primer y único mandato en la Cámara.

La Senadora Linda Stewart posa junto a la Vicepresidenta Kamala Harris en 2020.

### Senado de Florida
Stewart se postuló para el Senado de Florida en 2016 después de que la redistribución ordenada por la corte hiciera que el distrito 13 se inclinara más hacia los demócratas. Derrotó al exrepresentante estatal Mike Clelland y a Judge "Rick" Roach en las primarias demócratas, ganando con el 42.7% de los votos, y al republicano Dean Asher en las elecciones generales con el 58.1%.

Senadora Linda Stewart junto al Presidente Barack Obama en 2014.

### Comités y camarillas
Durante su carrera política, Linda ha sido asignada a los siguientes comités y camarillas:

#### 2017
- Educación
- Preservación y Conservación Ambiental
- Supervisión y rendición de cuentas gubernamentales
- Comité Conjunto de Supervisión del Asesor Público

#### 2019-2020
- Comité Conjunto de Procedimientos Administrativos, Presidenta alterna
- Comité de Asignaciones del Senado
- Comité de Comercio y Turismo
- Comité de Infraestructura y Seguridad

#### 2021-2022
- Comité de Asignaciones del Senado
- Comité de Banca y Seguros
- Comité de negociación colectiva
- Comisión Conjunta de Presupuesto Legislativo
- Comité de Medio Ambiente y Recursos Naturales, Vicepresidenta
- Comité de Responsabilidad y Supervisión Gubernamental
- Comité de Industrias Reguladas

## Vida personal
Linda tiene tres hijos y es cristiana metodista.